# Silent Hill HD Collection
Silent Hill HD Collection — сборник видеоигр 2012 года, состоящий из ремастированных игровых портов Silent Hill 2 и Silent Hill 3, разработанных студией Hijinx Studios для консолей PlayStation 3 и Xbox 360. Silent Hill 2 рассказывает о вдовце Джеймсе Сандерленде, который отправляется в город после получения письма от своей умершей жены, в то время как Silent Hill 3 является прямым продолжением первой игры Silent Hill и фокусируется на Хизер Мэйсон, подростке, оказавшемся в конфликте с городским культом. Обе игры относятся к категории survival horror и имеют общие элементы геймплея друг с другом. Сборник, изданный Konami по всему миру, начиная с Северной Америки в марте 2012 года, включает в себя переработанную графику, новую озвучку, а также достижения Xbox и трофеи PlayStation.
Коллекция Silent Hill HD разрабатывалась более двух лет. Команде разработчиков пришлось работать с неполным исходным кодом, предоставленным Konami, поскольку опубликованный исходный код не был заархивирован. Это, следовательно, привело к тому, что им пришлось устранять технические проблемы, как возникшие в результате переноса двух игр, так и те, с которыми ранее имела дело первоначальная команда разработчиков. В конечном итоге между оригинальными актёрами озвучки Silent Hill 2 и Konami была достигнута договоренность о том, что в порту Silent Hill 2 будет присутствовать оригинальная озвучка, хотя в порту Silent Hill 3 такой возможности нет. Мнения критиков по поводу Silent HD Collection разделились, особенно в отношении обновленной графики и озвучки. Некоторым это понравилось как обновленная презентация двух положительно оцененных игр, в то время как другие критиковали качество компиляции, ссылаясь на технические проблемы.

## Разработка
На разработку Silent Hill HD Collection, компиляции ремастированных портов видеоигр Silent Hill 2 (2001) и Silent Hill 3 (2003) в формате высокой четкости, ушло более двух лет. Silent Hill 2 следует за вдовцом Джеймсом Сандерлендом, который путешествует по окутанному туманом городу Сайлент Хилл после получения письма от своей умершей жены. Silent Hill 3, напротив, является прямым продолжением первой игры Silent Hill, в центре которой Хизер Мэйсон, подросток, которая оказывается втянутой в заговор с целью возрождения злого бога. Обе игры относятся к жанру survival horror, и поэтому их элементы геймплея пересекаются. Доступ к различным средам в мирах игр ограничен, и продвижение по определённой области или зданию обычно влечет за собой поиск соответствующих ключей, которые иногда даются после решения головоломки; головоломки часто принимают форму загадок, а иногда состоят из сбора различных предметов, чтобы помочь их решить. Можно получить восстановители «Здоровья» и ограниченный ассортимент оружия и боеприпасов для борьбы с различными враждебными существами. Обе игры имеют несколько доступных концовок. Коллекция Silent Hill HD отличалась разрешением 720p, соотношением сторон 16:9, частотой кадров 30 FPS, достижениями для Xbox Live и трофеями для PlayStation Network.
Поскольку исходный код Silent Hill 2 и 3 не был сохранен, команде разработчиков студии Hijinks пришлось работать с неполным кодом, предоставленным издателем видеоигр Konami, который не был кодом из опубликованных игр. Таким образом, команде пришлось одновременно решать технические проблемы, возникшие в результате переноса двух игр, а также те, которые ранее исправила первоначальная команда разработчиков; некоторые из этих проблем включали в себя Хизер становится синей. Кроме того, команда изучила игровые текстуры, которые присутствовали в оригинальных играх, но не были замечены игроками, и выделила их в ремастере; среди ранее невидимых текстур и деталей — царапины на стенах и подсказки к головоломкам игр. Масахиро Ито, арт-директор Silent Hill 2 и 3, предположил, что полупрозрачные текстуры игр, такие как те, что использовались для тумана, могли оказаться трудными для аппаратного обеспечения PlayStation 3.
Для перезаписи диалогов из обеих игр были привлечены новые актёры озвучки, режиссёром выступила Мэри Элизабет Макглинн, которая ранее озвучивала некоторые элементы из серии Silent Hill. Поскольку в играх сохранялась оригинальная анимация, актёрам озвучки приходилось синхронизировать свое вокальное исполнение с движениями губ, выполняемыми предыдущими актёрами озвучки. Гай Чихи, который предоставил оригинальную озвучку и запись движения Джеймсу Сандерленду в оригинальном выпуске Silent Hill 2, отказался разрешить Konami повторно использовать его озвучку в ремастере, потому что считал, что компания задолжала ему остатки за его выступление. Трой Бейкер, новый актёр озвучки Джеймса Сандерленда, оспаривал это, утверждая, что остаточные эффекты для озвучки в видеоиграх были неслыханны в Японии. В конце концов, была достигнута договоренность между Konami и оригинальными актёрами озвучки Silent Hill 2 о предоставлении опции для оригинальной озвучки в ремастированном порту Silent Hill 2; однако в Silent Hill 3 такой возможности не было, сославшись на «технические и логистические» трудности.
Во время производства Silent Hill HD Collection старший помощник продюсера Томм Хьюлетт стал объектом преследований со стороны небольшой части поклонников Silent Hill, обвиняемый как источник всего, что воспринимается как неправильное в сериале, включая потерянный исходный код, включение новой озвучки в Silent Hill HD Collection, и что Silent Hill: Book of Memories был сканером подземелий.

### Выпуск
Сборник был официально анонсирован Konami на выставке Electronic Entertainment Expo в 2011 году, а дата выхода ожидалась позднее той же осенью. Хотя изначально игра была представлена как эксклюзив для PlayStation 3 (PS3), позже Konami добавила порт для Xbox 360, который также будет опубликован в тот же день, что и релиз PS3. Позже дата выхода была перенесена на март 2012 года, и планировалось, что она будет опубликована вместе с двумя другими предстоящими частями франшизы, Silent Hill: Downpour и Silent Hill: Book of Memories. Сборник был опубликован 20 марта в Северной Америке, 29 марта в Японии, 30 марта в Европе, и 5 апреля в Австралии. В Японии было издано только издание для PS3. Патч для решения некоторых технических проблем игры, включая частоту кадров, проблемы с туманом и синхронизацией звука, был выпущен для PS3 edition в июле 2012 года; патч для версии Xbox 360 был предложен, но позже отменен в августе. Компиляция была сделана обратно совместимой для Xbox One в июле 2018 года.

## Оценки
| Сводный рейтинг    | Сводный рейтинг              |
| Агрегатор          | Оценка                       |
| ------------------ | ---------------------------- |
| GameRankings       | (PS3) 69,00 % (X360) 67,56 % |
| Metacritic         | (PS3) 70/100 (X360) 69/100   |
| Иноязычные издания |                              |
| Издание            | Оценка                       |
| AllGame            | [ 26 ]                       |
| Destructoid        | 3/10                         |
| Eurogamer          | 5/10                         |
| Game Informer      | 8/10                         |
| GameRevolution     | [ 30 ]                       |
| GameSpot           | 7/10                         |
| GameTrailers       | 6/10                         |
| IGN                | 9/10                         |

Коллекция Silent Hill HD получила «смешанные или средние» отзывы на обеих консолях, согласно рейтинговому агрегатору Metacritic. Несколько рецензентов высказали свое мнение, что название коллекции вводит в заблуждение, поскольку на самом деле она содержала только две игры из франшизы и исключала Silent Hill 4: The Room, Silent Hill: Origins и первую Silent Hill, особенно учитывая, что первые две игры также появились на консоли PlayStation 2. Обновлённые визуальные эффекты были предметом споров среди рецензентов: некоторые писали, что отсутствие тумана в ремастированном Silent Hill 2 выявило ранее скрытые текстуры и технические ограничения игры в ущерб ей; обновления Silent Hill 3, которые не зависели от эффектов тумана в такой степени, как правило, были лучше принят. В отличие от этого, другим рецензентам понравились обновленные визуальные эффекты. Также были отмечены сбои и проблемы с частотой кадров.
Новая озвучка вызвала целый ряд откликов. Некоторые критики оценили его как общее улучшение по сравнению с оригиналами, в то время как другие выразили более смешанные чувства по этому поводу. Были отмечены проблемы с синхронизацией звука с анимацией персонажей и некоторые критики писали, что субтитры не были обновлены, чтобы отразить несколько изменений, внесенных в сценарий. Отсутствие бонусного материала также вызвало критику со стороны некоторых рецензентов.
В целом мнения о сборнике были неоднозначными. Некоторым он понравился как хорошо обновленный порт двух популярных игр, в то время как другие рекомендовали его, несмотря на технические ошибки. Другие рецензенты писали, что качество компиляции было недостаточным, особенно по сравнению с другими недавно выпущенными ремастированными сборниками, такими как Metal Gear Solid HD Collection.